# Henry de Percy (3e baron Percy)
Pour les articles homonymes, voir Henry Percy.
Henry de Percy (vers 1321 – 18 mai 1368), 10e baron Percy de Topcliffe et 3e baron Percy d'Alnwick, est un important seigneur et militaire anglais du XIVe siècle.

## Biographie
Né vers 1321, Henry de Percy descend de la famille de Percy, établie en Angleterre depuis la conquête normande de 1066. Il est le fils aîné d'Henry de Percy, 2e baron Percy, et de son épouse Idonia de Clifford, fille de Robert de Clifford, 1er baron de Clifford. Tandis que son père se distingue particulièrement au cours des guerres d'indépendance de l'Écosse sous le règne d'Édouard III, Henry prend davantage part aux engagements de la guerre de Cent Ans en France. Il est ainsi présent aux victoires de L'Écluse en 1340, de Crécy en 1346 et de L'Espagnols sur Mer en 1350. En mars 1344, il accompagne militairement Richard FitzAlan, 3e comte d'Arundel, et, en juin 1347 et novembre 1349, il assiste à la campagne de son beau-frère Henri de Grosmont, 4e comte de Lancastre, en Gascogne. 
Henry de Percy hérite des titres et possessions de son père à sa mort le 26 février 1352. En juillet suivant, il est confirmé par Édouard III dans le poste de gardien des Marches à la frontière écossaise auparavant détenu par son père. En septembre 1355, il est en outre nommé connétable du château de Roxburgh et shérif du Northumberland pour deux ans. Au début de l'année 1356, il prend part à l'invasion anglaise de l'Écosse déclenchée en représailles à la défaite de Nesbit Moor l'année précédente. Il est de ce fait témoin le 20 janvier 1356 à Roxburgh de la renonciation d'Édouard Balliol au trône d'Écosse. À nouveau nommé gardien des Marches en juillet 1356, Henry de Percy est impliqué dans les négociations avec l'Écosse qui aboutissent au traité de Berwick le 3 octobre 1357.
Malgré son implication dans le conflit anglo-écossais, Henry de Percy n'abandonne pas son intérêt pour la guerre menée contre la France. Dès le mois de septembre 1355, il est nommé maréchal de l'armée royale à Calais. Entre octobre 1359 et mai 1360, il accompagne Édouard III au cours de sa chevauchée dévastatrice en France et participe à ce titre à l'infructueux siège de Reims. Le 24 octobre 1360, il est présent à Calais où il figure parmi les seigneurs anglais qui jurent de respecter les clauses du traité de Brétigny. Après avoir assisté le 19 octobre 1364 à Douvres au traité de mariage d'Edmond de Langley, 1er comte de Cambridge, et de Marguerite de Flandre, Henry de Percy se retire dans ses possessions et meurt le 18 mai 1368 à Alnwick, où il est inhumé.

## Mariages et descendance
Peu avant le 4 septembre 1334, Henry de Percy épouse en premières noces Marie de Lancastre, une des filles d'Henri de Lancastre, 3e comte de Lancastre. Le couple a deux enfants :
- Henry Percy (10 novembre 1341 – 19 février 1408), 1er comte de Northumberland, 4e baron Percy, épouse Margaret Neville, puis Maud Lucy ;
- Thomas Percy (1343 – 23 juillet 1403), 1er comte de Worcester.

Devenu veuf le 1er septembre 1362, il se remarie en secondes noces avant mai 1365 avec Jeanne Orreby, la fille de John Orreby, 2e baron Orreby. Il a deux autres enfants de cette union :
- Maud Percy (vers 1365/6 – après 1380), épouse John de Southeray ;
- Marie Percy (12 mars 1367 – 25 août 1394), épouse John de Ros, 5e baron Ros.